# Caserta
Caserta es una ciudad italiana de 75 430 habitantes, capital de la provincia homónima, en la región de Campania. Es un importante centro industrial, comercial y agrícola, siendo ubicada a 40 kilómetros al norte de Nápoles, en el borde de la llanura campana y al pie de la cadena montañosa de los Apeninos campanos. La ciudad es conocida por su palacio real, construido por Carlos VII de Nápoles.

## Orígenes del nombre
El nombre Caserta deriva del latín Casa Irta, ya que el primer asentamiento urbano se construyó en lo alto de una colina, en una posición elevada sobre la llanura de abajo.

## Historia

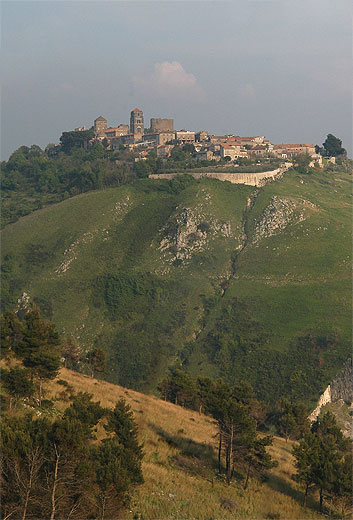
El burgo medieval de Casertavecchia (Caserta Vieja).

Antiguamente habitada por tribus osco-samnitas, la Caserta moderna fue establecida alrededor de una torre de avistamiento y de defensa construida en época longobarda por Pando, príncipe de Capua, quien destruyó la ciudad originaria en 863. Hoy la torre se encuentra integrada en el Palacio de la Prefectura, antiguo palacio de los condes de Caserta y residencia real (después de la venta de los bienes de los condes a Carlos III). De hecho el actual centro de la ciudad, situado en la Plaza Vanvitelli, es conocido como "Torre" debido a la presencia de dicha construcción. La población original se mudó al sitio actual en el siglo XVI desde el burgo medieval conocido como Casa Hirta, ahora llamado Casertavecchia (Caserta Vieja), la antigua sede del obispado.

## Clima
Caserta se encuentra en la zona plana más grande de la región de Campania, lo que influye mucho en el clima. La zona se ve afectada por las benéficas influencias marinas que se elevan a lo largo de los cerros que la rodean. El clima es en promedio muy suave. En invierno, las temperaturas suelen oscilar entre los 12 y los 13 grados. Las temporadas de verano son largas, con temperaturas máximas que rara vez alcanzan los 40 grados. (agosto de 2007)

## Honores
La ciudad de Caserta al final de la Segunda Guerra Mundial fue condecorada con la medalla de oro al valor civil y con la medalla de bronce al valor militar por los sacrificios y pérdidas sufridas durante la guerra. La ciudad fue fuertemente bombardeada y sufrió una dolorosa represalia, pero no se rindió y cuando volvió la paz, toda la población contribuyó a la reconstrucción. Caserta, 1943-1945

## Demografía
| Gráfica de evolución demográfica de Caserta entre 1861 y 2011 |
|                                                               |
| Fuente ISTAT - elaboración gráfica de Wikipedia               |

## Monumentos

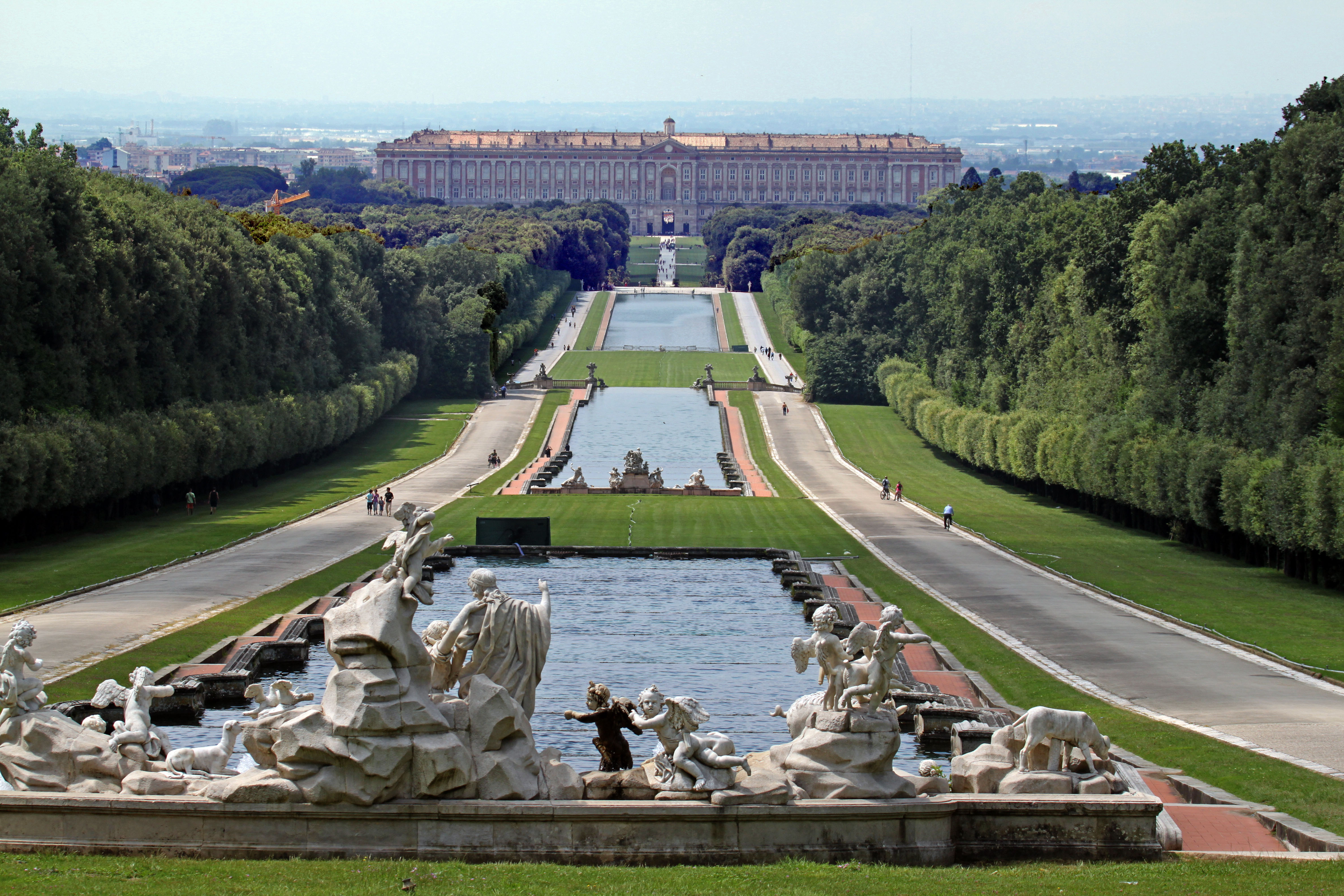
Palacio Real de Caserta.

- Destaca su inmenso palacio real (1752-1773), obra de Luigi Vanvitelli. Fue el palacio más grande y probablemente el edificio más grande construido en Europa en el siglo XVIII. El Palacio Real tiene 1200 habitaciones, 1742 ventanas, 34 escaleras y 1026 chimeneas, ocupa una superficie de alrededor de 47 000 m². Fue construido para Carlos VII de Nápoles. Su parque con juegos de agua es digno de admiración. El palacio real barroco, sus jardines, el acueducto de Vanvitelli y el complejo arquitectónico de San Leucio fueron declarados Lugares Patrimonio de la Humanidad de tipo cultural por la Unesco en el año 1997 con el n.º de identificación 549. En el palacio se produjo la capitulación de las fuerzas alemanas en Italia, en 1945.

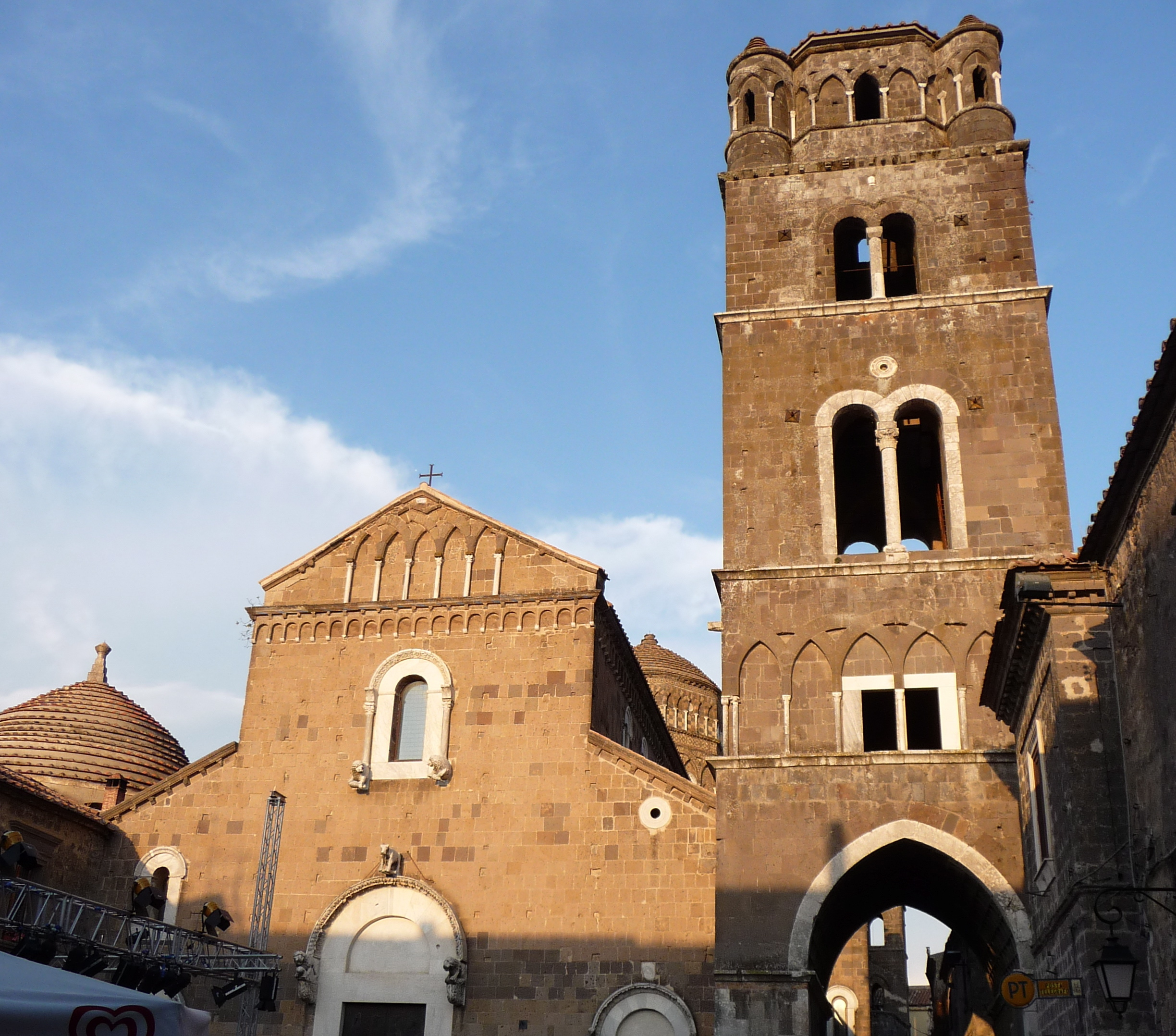
Catedral de San Miguel Arcángel.

- Otros sitios de interés se encuentran en el burgo medieval de Casertavecchia, en particular la Catedral románica de San Miguel Arcángel, con su majestuosa torre campanario, y los restos del castillo del siglo IX.

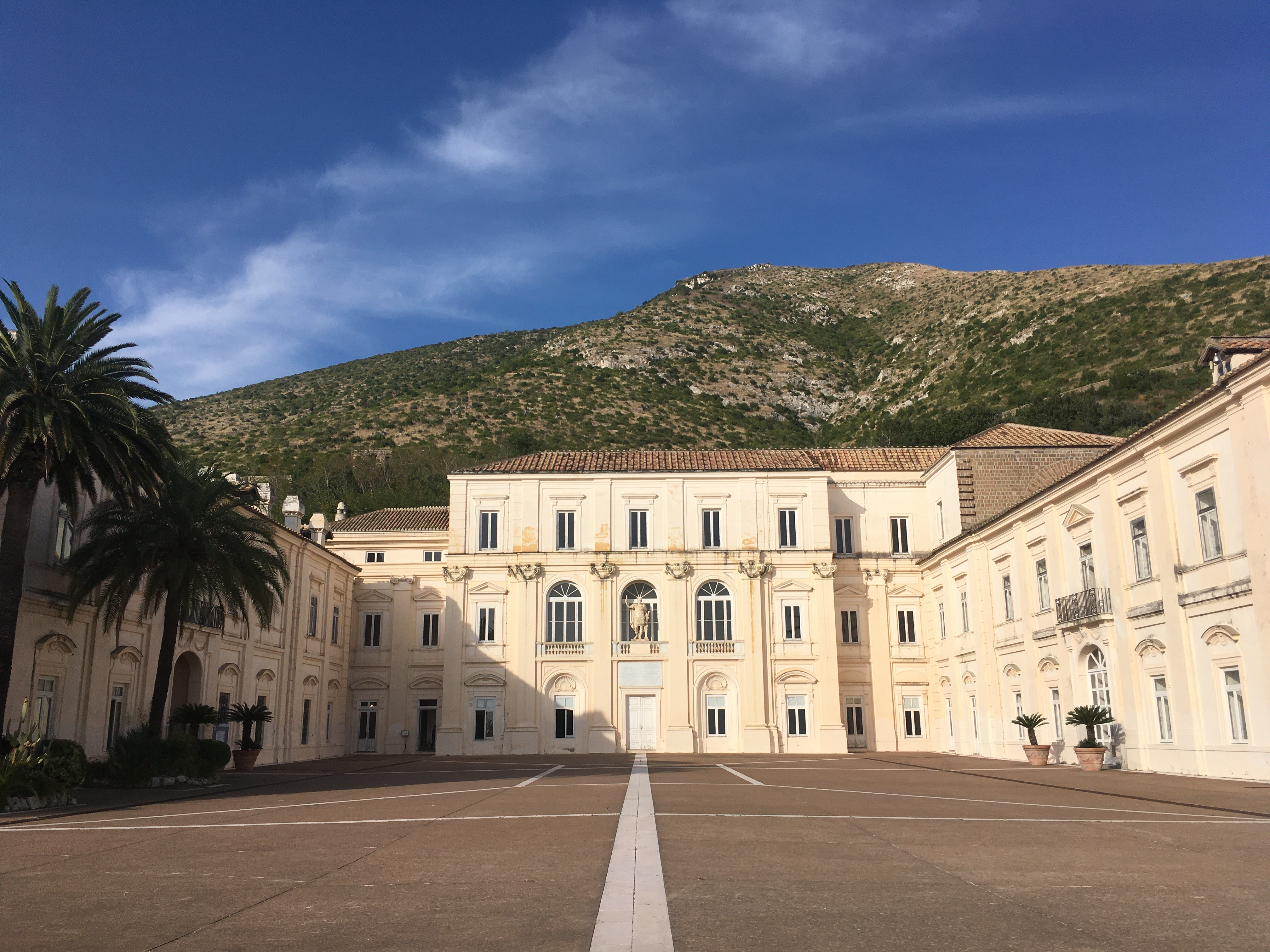
Sederías borbónicas de San Leucio.

- En San Leucio se encuentran las antiguas sederías borbónicas, las casas de la Real Colonia y el Arco Borbónico, que tiene 13 metros de alto y 9 metros de ancho. El arquitrabe está rematado por el escudo de armas de los Borbones y tiene dos leones del escultor Brunelli a cada lado. En frente hay un gran mirador que domina el paisaje de Caserta.

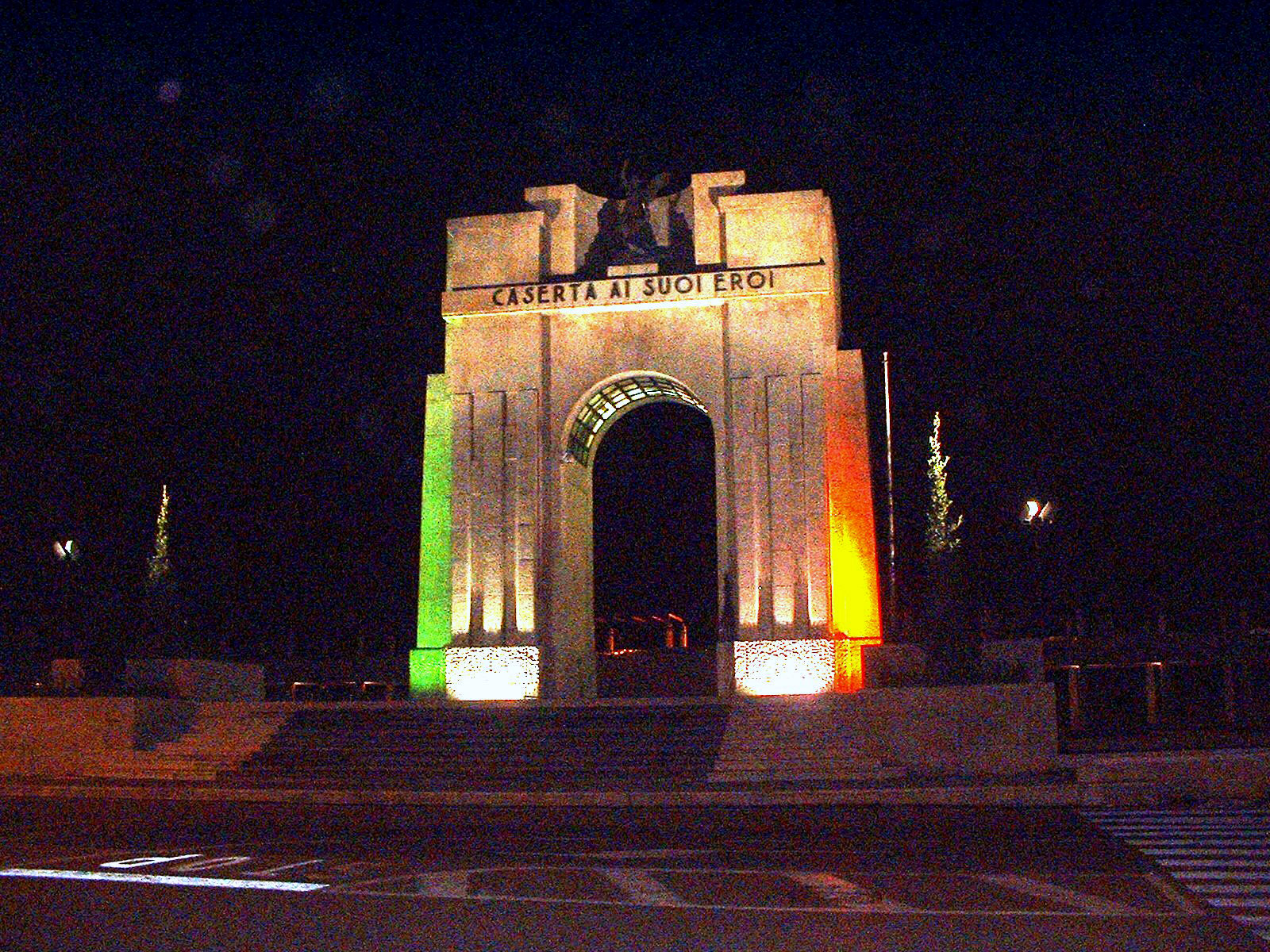
Monumento a los soldados caídos.

- Monumento a los soldados caídos en la guerra: es un arco de triunfo en mármol blanco construido durante la época fascista para celebrar a los caídos de la Primera Guerra Mundial. En la parte superior hay una estatua que representa la Libertad y la Victoria. Se encuentra al comienzo de Corso Trieste, la calle principal de Caserta.

- La Estatua de la Agricultura: es un homenaje a la que en el pasado fue la principal actividad de la ciudad. Se encuentra en Piazza Gramsci frente a la entrada de los Giardini della Flora.

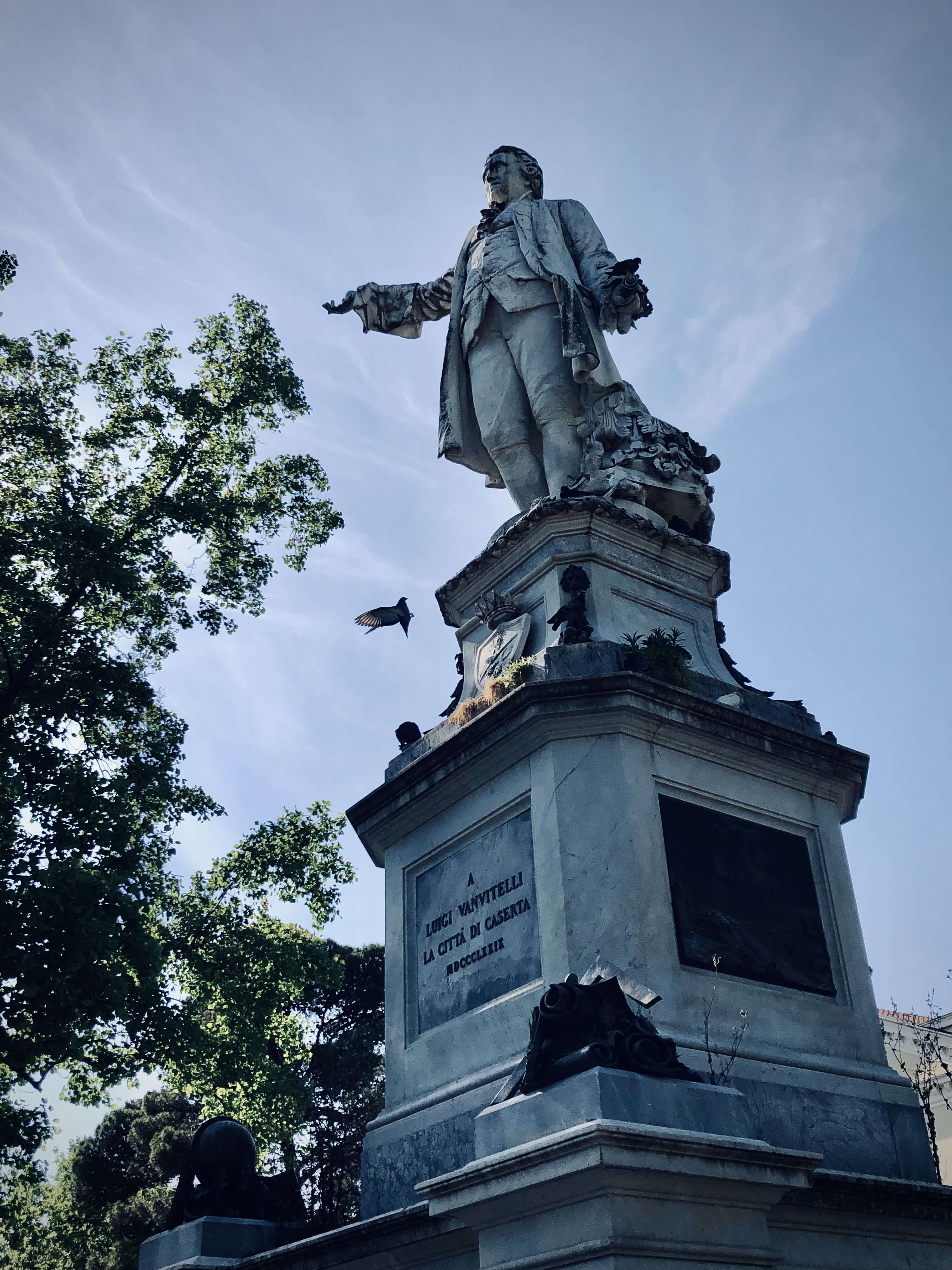
Monumento a Luigi Vanvitelli.

- El monumento en honor a Luigi Vanvitelli: representa al arquitecto que diseñó el espléndido Palacio Real de Caserta. El Vanvitelli fue esculpido con la mano derecha colocada para indicar el Palacio y con la izquierda para mantener sus proyectos. La obra es del escultor Onofrio Buccini y fue inaugurada en 1879. Está ubicada en la plaza dedicada a Vanvitelli, una de las más bellas de la ciudad de Caserta.

## Deporte

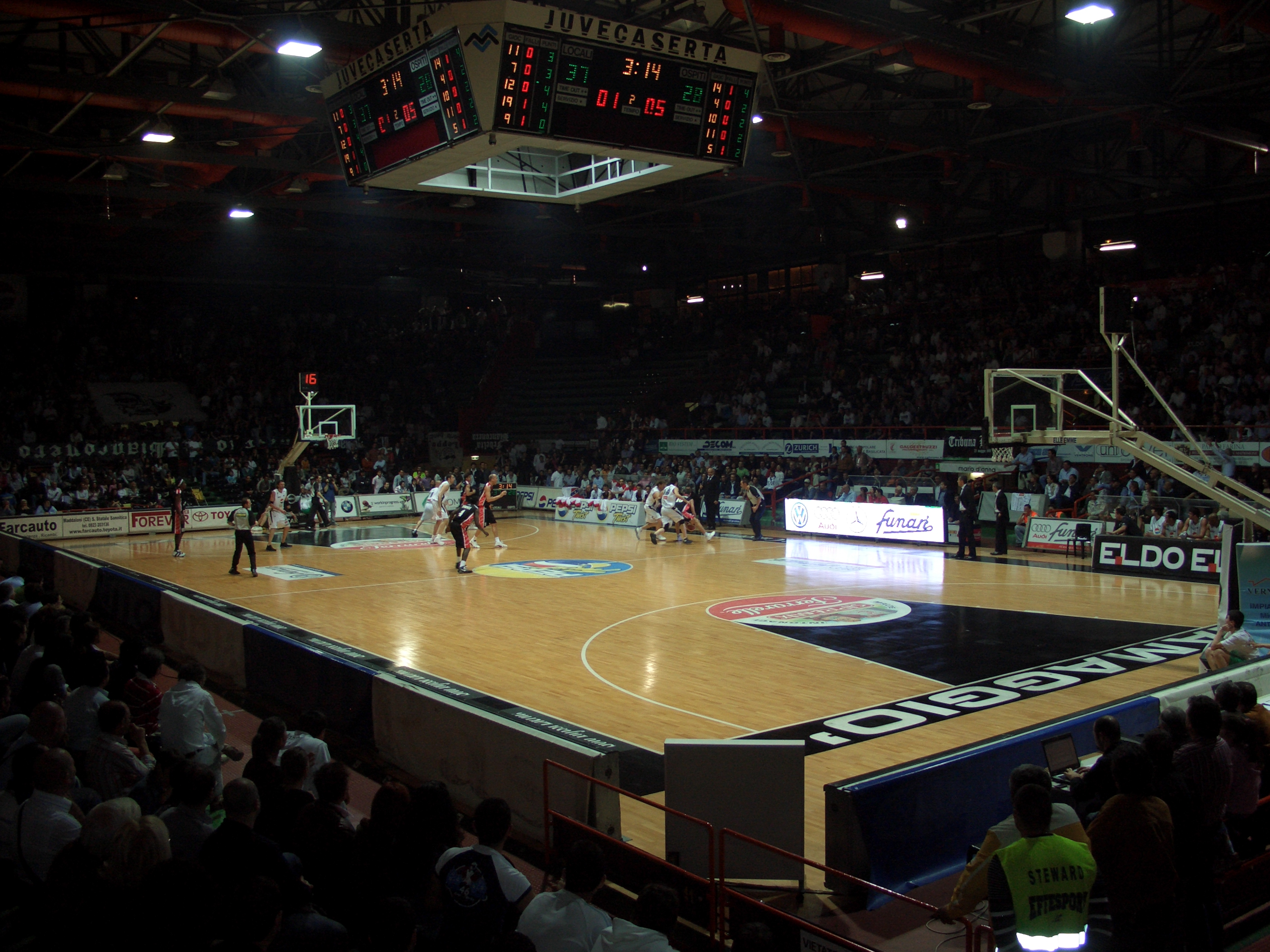
El PalaMaggiò, sede del baloncesto casertano.

El club de baloncesto de Caserta, el Sporting Club Juvecaserta, es el equipo más representativo de esta ciudad a nivel profesional. El club logró en 1991 alzarse con el título de campeón de liga de Italia y se convirtió en el primer equipo del sur de Italia en lograr este título. En 1988 ya había logrado un título de copa en su palmarés. Actualmente milita en la Serie A2, la segunda división del baloncesto italiano.
El principal equipo de fútbol de la ciudad es Casertana Football Club, que actualmente milita en Serie C (tercera división).

## Ciudades hermanadas
Caserta está hermanada con las siguientes ciudades:
- Aley (Líbano)
- Maringá (Brasil)
- Pitești (Rumania)
- Villada (España)